# Lichamelijke liefde
Lichamelijke liefde is een aanduiding van de seksualiteit als aantrekking tussen mensen. Dit staat tegenover de geestelijke liefde: de aantrekking tussen mensen die door de geest wordt veroorzaakt.
De lichamelijke liefde wordt wel voorgesteld door de oude god Venus en Aphrodite.